# Věrchněbjarezinská nížina

Věrchněbjarezinská nížina (zeleně) na geomorfologické mapě Běloruska

Věrchněbjarezinská nížina (bělorusky Верхнебярэзінская нізіна) je nížina, která se nachází severně od centrální části Běloruska. Nížina se rozkládá na území Hlybockého, Dokšyckého, Ljepělského, Ušackého, Čašnického rajónu ve Vitebské oblasti a Barysaŭského, Vilejského, Krupského, Lahojského, Smaljavického rajónu v Minské oblasti. Na severu hraničí se Svjancjanskou pahorkatinou, na východě s Ušacko-Ljepělskou vysočinou a Čašnickou rovinou, na jihu s Dokšyckou a Plješčanickou vysočinou (která je součástí Minské vysočiny) a na západě s Naračano-Vilejskou nížinou. Nížina se táhne od severu k jihu na 100 km a od západu na východ 15 až 50 km, s rozlohou 4,3 tisíc km².[zdroj?]
Nížina je součástí stabilní a klenbovité části platformy (štítu) zvané Běloruská anteklíza, na jihovýchodě spadá pod pánevní (brachysynklinální) strukturu Aršanské syneklízy. Platformu tvoří převážně sedimentární horniny proterozoika. Ve středních čtvrtohorách (do 180 m)[zdroj?] nejčastěji leží glaciální útvary bjarezinského i dňaproŭského zalednění.
Současný reliéf získal při degradaci sožského ledovce a následné aktivitě vody, která byla vytvořena jeho táním. Ve své severní části nížina dosahuje nadmořské výšky 180 m, na jihu kolísá mezi 160 a 155 metry.[zdroj?]